# Syngenta
Syngenta Group — транснаціональна корпорація, що займається виробництвом і продажем продукції для аграрної галузі: пестицидів та насіння рослин. Компанія є лідером з виробництва засобів захисту рослин і посідає третє місце на світовому ринку високоякісного насіння.
Продажі «Сингенти» у 2007 році склали 9,2 млрд. доларів США.
«Сингента» занесена до списків Швейцарської (SWX: SYNN) та Нью-Йоркської NYSE: SYT фондових бірж.
Станом на початок 2019 року є багаторічним партнером українського агропромислового холдингу LNZ Group.

## Продукція
«Сингента» має вісім первинних асортиментів виробів
Засоби захисту рослин:
- Селективні гербіциди
- Неселективні гербіциди
- Фунгіциди
- Інсектициди
- Професійні продукти
- Протруювачі насіння

Насіння:
- Польові культури
- Овочі
- Квіти

Ключові марки «Сингенти» включають Aatrex (атразін), Актара, Амістар (азоксистробін), Каллісто, Круїзер, Дуал Голд, Golden Harvest, Garst, Northrup-King (NK), Rogers, S&G, та Грамоксон (паракват).
«Сингента» фінансує Фонд для підтримки сільського господарства, який підтримує проекти харчової безпеки у ряді країн.
До головних конкурентів «Сингенти» відносяться Monsanto, BASF, Dow AgroSciences, Bayer та DuPont.